# Liste des monuments historiques de Thann
Ce tableau présente la liste de tous les monuments historiques de Thann (Haut-Rhin), classés ou inscrits.

## Monuments historiques
Selon la base Mérimée, il y a 14 monuments historiques à Thann, inscrits ou classés.
| Monument                                                                                              | Adresse                       | Coordonnées                      | Notice         | Protection | Date      | Illustration                                                                                        |
| --- | ----------------------------- | -------------------------------- | -------------- | ---------- | --------- | --------------------------------------------------------------------------------------------------- |
| Château d'Engelbourg ruines                                                                           | Engelbourg                    | 47° 48′ 54″ nord, 7° 06′ 04″ est | « PA00085695 » | Classé     | 1898      | Château d'Engelbourgruines                                                                          |
| Collégiale Saint-Thiébaut ancienne collégiale                                                         | Place Joffre                  | 47° 48′ 40″ nord, 7° 06′ 06″ est | « PA00085696 » | Classé     | 1841      | Collégiale Saint-Thiébautancienne collégiale                                                        |
| Enceinte - tour des Cigognes - façades et toitures de la Tour des Sorcières et de la maison attenante |                               | 47° 48′ 43″ nord, 7° 06′ 13″ est | « PA00085697 » | Classé     | 1920 1963 | Enceinte- tour des Cigognes- façades et toitures de la Tour des Sorcières et de la maison attenante |
| Fontaine Saint-Thiébaut fontaine                                                                      | Place de l'Église             | 47° 48′ 41″ nord, 7° 06′ 05″ est | « PA00085698 » | Inscrit    | 1934      | Fontaine Saint-Thiébautfontaine                                                                     |
| Fontaine des Vignerons fontaine                                                                       | Place des Vignerons           | 47° 48′ 44″ nord, 7° 06′ 05″ est | « PA00085699 » | Inscrit    | 1922      | Fontaine des Vigneronsfontaine                                                                      |
| Halle aux blés ancienne halle aux blés                                                                | 24, rue Saint-Thiébaut        | 47° 48′ 44″ nord, 7° 06′ 07″ est | « PA00085700 » | Classé     | 1920      | Halle aux blésancienne halle aux blés                                                               |
| Immeuble façade                                                                                       | 68, rue de la Première-Armée  | 47° 48′ 42″ nord, 7° 06′ 04″ est | « PA00085703 » | Classé     | 1921      | Immeublefaçade                                                                                      |
| Maison - façade sur rue avec oriel - façades, toitures avec charpente, intérieurs en totalité         | 17, rue Curiale               | 47° 48′ 39″ nord, 7° 06′ 01″ est | « PA00085701 » | Inscrit    | 1934 2009 | Maison- façade sur rue avec oriel- façades, toitures avec charpente, intérieurs en totalité         |
| Maison porte sur rue                                                                                  | 4, rue du Temple              | 47° 48′ 44″ nord, 7° 06′ 00″ est | « PA00085706 » | Inscrit    | 1934      | Maisonporte sur rue                                                                                 |
| Maison porte sur rue                                                                                  | 6, rue du Temple              | 47° 48′ 44″ nord, 7° 06′ 00″ est | « PA00085707 » | Inscrit    | 1934      | Maisonporte sur rue                                                                                 |
| Maison Ehrhard maison                                                                                 | 7, rue de la Première-Armée   | 47° 48′ 41″ nord, 7° 06′ 05″ est | « PA00085702 » | Inscrit    | 1946      | Maison Ehrhardmaison                                                                                |
| Maison Moosbrugger façade sur rue, toiture avec murs pignons                                          | 104, rue de la Première-Armée | 47° 48′ 43″ nord, 7° 06′ 01″ est | « PA00085704 » | Classé     | 1929      | Maison Moosbruggerfaçade sur rue, toiture avec murs pignons                                         |
| Maison à l'Ours noir oriel sur rue                                                                    | 10, rue Saint-Thiébaut        | 47° 48′ 42″ nord, 7° 06′ 06″ est | « PA00085705 » | Inscrit    | 1934      | Maison à l'Ours noiroriel sur rue                                                                   |
| Synagogue synagogue, mikvé, vestiaire, maison du rabbin, cimetière                                    | 7-9, rue de l'Étang           | 47° 48′ 42″ nord, 7° 05′ 54″ est | « PA68000066 » | Inscrit    | 2016      | Synagoguesynagogue, mikvé, vestiaire, maison du rabbin, cimetière                                   |

## Mobiliers historiques
Selon la base Palissy, il y a 33 objets monuments historiques à Thann.
| Monument historique | Localisation                        | Protection | Date de la protection | Référence            | Photo |
| --- | ----------------------------------- | ---------- | --------------------- | -------------------- | ----- |
| orgue de tribune | ancienne collégiale Saint-Thiébaut  | classé     | 1980                  | Notice no PM68000948 |       |
| orgue de tribune : buffet d'orgue ; garde-corps de tribune | ancienne collégiale Saint-Thiébault | classé     | 1980                  | Notice no PM68000396 |       |
| cloche | ancienne collégiale Saint-Thiébaut  | classé     | 1984                  | Notice no PM68000586 |       |
| calice, patène | ancienne collégiale Saint-Thiébaut  | classé     | 1984                  | Notice no PM68000585 |       |
| manuscrit | ancienne collégiale Saint-Thiébaut  | classé     | 1984                  | Notice no PM68000403 |       |
| manuscrit : Tomus miraculorum sancti Theobaldi | ancienne collégiale Saint-Thiébaut  | classé     | 1984                  | Notice no PM68000402 |       |
| 6 bancs de fidèles | ancienne collégiale Saint-Thiébaut  | classé     | 1984                  | Notice no PM68000401 |       |
| reliquaire-monstrance, dit de Saint-Thiébaut | ancienne collégiale Saint-Thiébaut  | classé     | 1984                  | Notice no PM68000400 |       |
| 4 reliquaires | ancienne collégiale Saint-Thiébaut  | classé     | 1984                  | Notice no PM68000399 |       |
| autel, de Saint-Thiébaut | ancienne collégiale Saint-Thiébaut  | classé     | 1980                  | Notice no PM68000398 |       |
| 12 statues : les douze apôtres | ancienne collégiale Saint-Thiébaut  | classé     | 1980                  | Notice no PM68000397 |       |
| fonts baptismaux | ancienne collégiale Saint-Thiébaut  | classé     | 1980                  | Notice no PM68000395 |       |
| statue : Christ portant la croix | ancienne collégiale Saint-Thiébaut  | classé     | 1980                  | Notice no PM68000394 |       |
| statue : Vierge à l'Enfant | ancienne collégiale Saint-Thiébaut  | classé     | 1980                  | Notice no PM68000393 |       |
| groupe sculpté, console : Vierge de Pitié | ancienne collégiale Saint-Thiébaut  | classé     | 1980                  | Notice no PM68000392 |       |
| tableau : le Triomphe de l'église | ancienne collégiale Saint-Thiébaut  | classé     | 1980                  | Notice no PM68000391 |       |
| chaire à prêcher | ancienne collégiale Saint-Thiébaut  | classé     | 1980                  | Notice no PM68000390 |       |
| groupe sculpté : Saint-Thiébaut surmonté par deux anges portant sa mitre                                                                                                 | ancienne collégiale Saint-Thiébaut  | classé     | 1980                  | Notice no PM68000389 |       |
| croix : Christ en croix | ancienne collégiale Saint-Thiébaut  | classé     | 1984                  | Notice no PM68000388 |       |
| stalles (51), lambris de revêtement | ancienne collégiale Saint-Thiébaut  | classé     | 1980                  | Notice no PM68000387 |       |
| crédence, 2 tabourets | ancienne collégiale Saint-Thiébaut  | classé     | 1980                  | Notice no PM68000386 |       |
| tronc | ancienne collégiale Saint-Thiébaut  | classé     | 1980                  | Notice no PM68000385 |       |
| groupe sculpté de procession : Saint-Thiébaut de Thann assis avec deux pèlerins                                                                                          | ancienne collégiale Saint-Thiébaut  | classé     | 1980                  | Notice no PM68000384 |       |
| autel, retable, du Sacré-Cœur de Marie | ancienne collégiale Saint-Thiébaut  | classé     | 1980                  | Notice no PM68000383 |       |
| autel, retable, de Saint-Joseph | ancienne collégiale Saint-Thiébaut  | classé     | 1980                  | Notice no PM68000382 |       |
| autel, retable, groupe sculpté (triptyque) : Saint-Georges, Saint-Charles Borromée, sainte Gertrude, sainte Marguerite-Marie Alacoque, anges (2), du Sacré-Cœur de Jésus | ancienne collégiale Saint-Thiébaut  | classé     | 1980                  | Notice no PM68000381 |       |
| autel, tabernacle, 6 chandeliers, croix d'autel (maître-autel) | ancienne collégiale Saint-Thiébaut  | classé     | 1980                  | Notice no PM68000380 |       |
| manuscrit : Saint-Thiébaut de Thann | ancienne collégiale Saint-Thiébaut  | classé     | 1984                  | Notice no PM68000377 |       |
| statue : Vierge à l'Enfant, dite Vierge de la corporation des vignerons de Thann                                                                                         | ancienne collégiale Saint-Thiébaut  | classé     | 1978                  | Notice no PM68000372 |       |
| statue-reliquaire : Saint-Thiébaut de Thann et deux pèlerins | ancienne collégiale Saint-Thiébaut  | classé     | 1968                  | Notice no PM68000371 |       |
| tableau : Vision de Jean-Louis Rosengardt | ancienne collégiale Saint-Thiébaut  | inscrit    | 1999                  | Notice no PM68001352 |       |
| tableau : Décollation de Saint-Jacques le Majeur | ancienne collégiale Saint-Thiébaut  | inscrit    | 1999                  | Notice no PM68001351 |       |
| statue : Amphitrite | parc municipal Albert 1er           | inscrit    | 1998                  | Notice no PM68001306 |       |